# Алі Ассадалла
Алі Ассадалла (араб. علي أسد الله, нар. 19 січня 1993, Манама) — катарський футболіст, нападник клубу «Аль-Садд» та національної збірної Катару.

## Клубна кар'єра
У дорослому футболі дебютував 2009 року виступами за команду клубу «Аль-Садд». 18 квітня 2013 Алі Ассадалла забив свій перший гол у чемпіонаті Катару, відзначившись у домашньому матчі проти «Лехвії». З командою Алі виграв низку національних трофеїв, а 2019 року поїхав на домашній Клубний чемпіонат світу, де команда стала шостою з семи команд.

## Виступи за збірну
21 грудня 2013 року дебютував в офіційних матчах у складі національної збірної Катару у домашній товариській грі проти збірної Бахрейну, вийшовши в основному складі.
4 січня 2014 року Алі Ассадалла забив свій перший гол за національну команду, відзначившись у матчі півфіналу чемпіонату Федерації футболу Західної Азії з Кувейтом. 23 листопада того ж року він зробив дубль у двобої проти Оману, що проходив в рамках півфіналу Кубка націй Перської затоки. В підсумку в обох цих турнірах збірна Катару ставала переможцем.
3 вересня 2015 року Алі Ассадалла оформив хет-трик у матчі відбіркового турніру чемпіонату світу 2018 з Бутаном.
У складі збірної був учасником кубка Азії з футболу 2015 року в Австралії, де зіграв лише в одному матчі, з Бахрейном.

## Досягнення
«Аль-Садд»
- Чемпіон Катару (6): 2012/13, 2018/19, 2020/21, 2021/22, 2023/24, 2024/25
- Володар Кубка Еміра Катару (6): 2014, 2015, 2017, 2020, 2021, 2024
- Володар Кубка наслідного принца Катару (4): 2017, 2020, 2021, 2025
- Володар Кубка шейха Яссіма (3): 2014, 2017, 2019
- Володар Кубка зірок Катару (2): 2010, 2019-20

 Збірна Катару
- Переможець чемпіонату Федерації футболу Західної Азії (1): 2013
- Переможець Кубка націй Перської Затоки (1): 2014
- Володар Кубка Азії (1): 2024